# Gnophomyia permagica
Gnophomyia permagica är en tvåvingeart som beskrevs av Alexander 1947. Gnophomyia permagica ingår i släktet Gnophomyia och familjen småharkrankar.
Artens utbredningsområde är Peru. Inga underarter finns listade i Catalogue of Life.